# Cambiamento linguistico
Il cambiamento linguistico o evoluzione linguistica è la variazione delle caratteristiche di una lingua. Esso può avvenire nella fonetica (mutamento fonetico), nella fonologia (mutamento fonologico), nella morfologia (mutamento morfologico), nella sintassi (mutamento sintattico), nella semantica (mutamento semantico e/o lessicale) di una determinata lingua e può essere analizzato in sincronia e in diacronia.
Il fenomeno è detto anche cambio o mutamento linguistico.

## Variazione linguistica nel tempo
Le lingue cambiano nel tempo. Ne è un esempio il processo graduale che ha portato le popolazioni della penisola italiana, dopo la caduta dell'Impero romano d'Occidente, innanzitutto allo sviluppo di sistemi linguistici autonomi dal latino, cioè i dialetti (verso la fine del IX sec., il latino era ormai del tutto incomprensibile agli illetterati; prima testimonianza scritta della definitiva trasformazione in una lingua "nuova" è il Placito capuano, del 960). Questi dialetti, a partire dall'unificazione, hanno progressivamente perso terreno a causa della sempre più ampia diffusione della lingua italiana in tutti gli ambiti dell'uso.

## Cambiamenti apportati da fattori esterni
Uno dei motivi di variazione nella lingua è dato dal contatto fra lingue coesistenti nello stesso tempo in un'area relativamente piccola, tale da portare persone di lingue diverse a conoscersi e apprendere, in parte, gli uni l'idioma dell'altro, oppure inventando nuove parole, nate dall'adattamento al proprio idioma di parole ad esso prima estranee. Nel caso di migrazione, i migranti adottano la lingua locale; ma se sono abbastanza numerosi e se la migrazione continua per un periodo prolungato, la loro lingua può avere effetti sulla lingua locale, apportandovi cambiamenti graduali (es. i Normanni in Inghilterra nell'XI secolo).
In alcuni casi la lingua dei migranti o dei colonizzatori può portare all'estinzione l'idioma locale (es. colonizzazione britannica dell'Australia). Inoltre, quando una lingua si espande in un'area geografica separata dalla terra nativa, nella nuova area comincia uno sviluppo autonomo che dà luogo, con il passare del tempo, a varietà linguistiche (es. inglese americano e australiano).

## Cambiamenti per ragioni interne
Un altro fatto che può determinare un cambiamento nella lingua è la semplificazione. Per semplificazione una lingua può modificarsi, tramite la contrazione di un modo di dire, di due parole o di una stessa parola che diventa più corta.

## Tipologia del cambiamento linguistico
Il mutamento linguistico si può realizzare a livello fonetico, morfologico, sintattico e semantico-lessicale.

### Cambiamento fonetico
Si parla di mutamento fonetico quando ci si trova di fronte a un cambiamento di abitudine nell'articolare un suono. Il mutamento può essere indipendente (cioè non determinato dal contesto fonetico in cui un suono si presenta) oppure dipendente (cioè determinato dal contesto). Un esempio del primo caso è rappresentato dal passaggio dei suoni indoeuropei e e o al sanscrito a, che si verifica in qualsiasi contesto; un esempio del secondo caso è rappresentato dal mutamento descritto dalla legge di Verner. Il mutamento fonetico può essere analizzato sia da un punto di vista meramente articolatorio, cioè come prodotto di movimenti articolatori degli organi dell'apparato fonatorio, sia da un punto di vista funzionale, cioè considerando i suoni come unità distintive di significati.
Questi i principali fenomeni attraverso i quali si manifesta il mutamento fonetico:

#### Assimilazione (e dilazione)
Si parla di assimilazione quando due suoni contigui acquisiscono tratti comuni. Si parla di dilazione quando lo stesso fenomeno avviene tra suoni non contigui.
Esempio di assimilazione: il passaggio dal latino nd a nn nei dialetti dell'Italia meridionale (quando > quanno; mondo > monno).
Esempio di dilazione: -e- e -o-, interne a parola, che nei dialetti meridionali si trasformano rispettivamente in -i e -u per influsso delle vocali finali -i e -u, poi trasformatesi a loro volta in vocale indistinta (nire < neru < nigru).
L'assimilazione è progressiva quando a dominare è il primo elemento, regressiva quando succede l'inverso.
Esempio di assimilazione progressiva: il già citato passaggio dal latino nd a nn nei dialetti meridionali italiani.
Esempio di assimilazione regressiva: il passaggio dal latino octo all'italiano otto.

#### Differenziazione
Si ha differenziazione quando la continuità del movimento articolatorio di un fonema o di due fonemi consecutivi viene interrotta. La differenziazione di suoni non contigui si chiama dissimilazione.
Esempio di differenziazione: la dittongazione romanza di -e e -o toniche del latino in sillaba aperta (lat. pede > it. piede).
Esempio di dissimilazione: il passaggio dal latino classico natare al latino volgare notare.

#### Interversione
È il rovesciamento dell'ordine di successione di due suoni. Essa può attuarsi fra suoni contigui o a distanza (metatesi).
Esempio di interversione: in italiano formaggio in francese fromage.

#### Sincope
Si parla di sincope quando si verifica la caduta di vocali atone in posizione interna. Se si verifica tra vocali in posizione finale si parla di apocope.
Esempio di sincope: it. caldo < cal(i)du.
Esempio di apocope: lat. est < *esti.

#### Epentesi
Si parla di epentesi quando all'interno di un nesso si sviluppa un suono consonantico o vocalico non etimologico.
Esempio: it. popolare pissicologia per psicologia; it. pop. atimosfera per atmosfera.

#### Semplificazione di nessi consonantici
Esempio: lat. ful-men < *fulg-men : fulg-ur.

#### Aplologia
È la caduta per dissimilazione di una sillaba interna identica o simile a un'altra.
Esempio di aplologia: it. tragicomico < tragico-comico.

### Cambiamento morfologico
I fenomeni del cambiamento morfologico di una lingua sono spesso riconducibili a casi di imperfezione nell'ascolto e nella ripetizione. Le parole più difficili da pronunciare, infatti, vengono modificate per essere rese più semplici.
Proprio la semplificazione è uno dei motivi principali che hanno portato avanti il cambiamento: alcuni nessi consonantici e strutture sillabiche più complessi sono modificati per facilitare l’uso della lingua (Variazione linguistica ).

#### Perdita di una categoria morfologica
È il caso del passaggio dal latino all'italiano, in cui si è persa la categoria flessionale del caso (nonché il genere neutro). In latino il morfema di caso serviva ad indicare la funzione sintattica (soggetto, oggetto, ...) indipendentemente dall'ordine delle parole. Per esempio le frasi Agnus vidit lupum e Lupum vidit agnus significano entrambe L'agnello vide il lupo, nonostante l’ordine dei costituenti sia diverso.
L'italiano ha perso la flessione nominale per il caso e di conseguenza l'ordine delle parole è molto più rigido: la sintassi ha quindi "preso il posto" della morfologia nell'indicazione delle funzioni grammaticali (Berruto 2011, 272; Variazione linguistica ).

#### Creazione di una nuova categoria (morfologica)
È il processo opposto al precedente. Per esempio, in italiano (e in altre lingue neolatine) è nato il modo condizionale, che svolge alcune funzioni prima assegnate al congiuntivo latino (Si loqueretur, diceret; Se parlasse, direbbe).
Il condizionale, così come il futuro semplice, nasce dalla grammaticalizzazione di una perifrasi composta dall'infinito e dal passato remoto di avere (amar-ei,-esti,-ebbe... > amerei). (Variazione linguistica )

#### Sostituzione di paradigmi
Questo cambiamento consiste nella sostituzione di un paradigma sintetico (cioè realizzato da morfemi flessivi attaccati al lessema) da parte di uno analitico, realizzato con una perifrasi.
Un esempio è dato dal passaggio dalla costruzione passiva del latino (presente, imperfetto e futuro) a quella passiva dell’italiano: il presente amor (par. sintetico, una sola parola, con morfema flessivo -r di prima persona) diventa in italiano sono amato (par. analitico, due parole di cui una che indica la persona). (Variazione linguistica )

#### Perdita dei verbi deponenti
Questo fenomeno riguarda un caso specifico, quello del latino. Sempre nel passaggio latino>italiano si è persa la classe dei verbi deponenti: sono verbi che hanno morfologia simile a quella del passivo ma di significato attivo. In italiano sono passati alla coniugazione attiva. (Variazione linguistica )

#### Rianalisi e grammaticalizzazione
La rianalisi consiste in una reinterpretazione da parte del parlante di una parola o un costrutto complessi. È il processo che sta alla base della maggior parte dei mutamenti linguistici, sia morfologici che sintattici.
Per esempio, la nascita nelle lingue romanze del passato prossimo  (che in latino non esisteva) consiste nella diversa interpretazione del valore semantico di habeo, avvenuta durante il passaggio latino>italiano. Infatti mentre in latino habere era una parola piena (con significato di possedere), nel passato prossimo attuale è una parola vuota (es. Ho mangiato, con il verbo avere che svolge la funzione di ausiliare). La rianalisi di questo verbo ha portato poi ad un successivo fenomeno di grammaticalizzazione: un elemento del lessico diventa un elemento della grammatica. Ciò avviene quando un lessema perde il suo valore semantico e diventa una parola funzionale della grammatica. Per esempio, il modulo di formazione degli avverbi in italiano -mente (morfema) deriva da mens, mentis (parola piena con un significato proprio).
La grammaticalizzazione, quindi, si serve di una rianalisi per ridurre gradualmente il significato di una parola fino a farle svolgere solo una funzione grammaticale (Berruto 2011, 273; Variazione linguistica ).
Esempio: lat. lenta mente > it. lentamente; lat. amare habeo > *amar-ò > it. amerò.
Questo elemento, di significato ridotto, viene poi generalizzato a tutti i contesti di un certo tipo, per analogia e, in alcuni casi, può anche perdere indipendenza morfo-fonologica, trasformandosi in un clitico e in un affisso flessivo.
Riassumendo il processo: parola lessicale > parola grammaticale > clitico > morfema flessivo.
L'esempio che segue riguarda i verbi modali in inglese (tratto da Hopper & Traugott, Grammaticalization, 1993, 45-48).
In inglese medio (Middle English), tutti i verbi precedono la negazione not, senza l'ausiliare do: It aperteneth not to a wys man to..., (Esso) non conviene a un uomo saggio di... (1380, Chaucer).
Mentre i verbi predecessori dei modali can, may, ecc. si comportavano come normali verbi lessicali, dal XVI secolo (Early New English) in poi:
- i verbi lessicali seguono sempre la negazione, e viene inserito l'ausiliare do (es. I don't care);
- i verbi can, may, ecc. vengono rianalizzati come appartenenti alla stessa categoria sintattica di ausiliare e non vengono più usati come verbi lessicali (es. Can I go out, please?).

#### Analogia
L'analogia tende a “normalizzare” alcune forme della lingua, spesso rianalizzando in modo nuovo un paradigma. Essa permette di estendere alcune forme a contesti a cui esse non sono appropriate sul modello “comune” e frequente. Per esempio una forma irregolare viene sostituita da una regolare.
L’analogia è perciò un fatto regolarizzante che crea simmetria eliminando le eccezioni.
Un esempio tratto dallo sviluppo del volgare toscano: le vocali /ɛ/ ed /ɔ/ aperte si trasformano nei dittonghi /jɛ/ e /wɔ/ in sillaba aperta accentata. Es. lat. bonus > tosc. medievale buono (non esteso a tutte le forme: vedi per es. bontà); novus > tosc. nuovo (non esteso a tutte le forme: es. rinnovare).
Per analogia, il dittongo viene esteso anche a forme derivate in cui in realtà la vocale non è accentata (buonissimo, nuovissimo, ecc...); la stessa cosa accade in alcuni paradigmi verbali: lat. sono > suòno, suòni, suòna, suònano, ma anche suoniàmo, suonàte, suonàto, suonàre. Cf. anche i verbi muovere, chiedere, ruotare. L’estensione per analogia del dittongo non avviene in tutti i casi: lat. teneo > tièni, tiène, ma rimangono le forme tèngo, tèngono (in sillaba non aperta), teniàmo, tenéte (sillaba non accentata). (Berruto 2011, 272; Variazione linguistica )

### Cambiamento sintattico
Il cambiamento linguistico in sintassi riguarda principalmente l’ordine dei costituenti. Quest’ordine in latino, sebbene fosse piuttosto libero, era principalmente SOV (non marcato, costruisce a sinistra), mentre le lingue romanze sono invece del tipo SVO.
Alla base di questo mutamento ve ne sono spesso altri, di tipo fonologico o morfologico. Citando l'esempio sopra illustrato: la perdita del sistema dei casi del latino ha portato ad una sintassi più "rigida" nelle lingue romanze, per quanto riguarda l’ordine dei costituenti di una frase.
Anche la rianalisi che ha creato la classe degli ausiliari modali in inglese (do, may, ecc...) sembra collegata ad un cambiamento sintattico generale. I cambiamenti avvenuti nel corso dello sviluppo dell'Early New English (v. sopra) sono collegati all'indebolimento della flessione del verbo: i paradigmi si impoveriscono, e questo rende la testa morfologicamente troppo "debole" per poter attirare il verbo lessicale (modifica nella sintassi).
Esempio. Inglese antico: I knowe, thou knowest, (s)he knoweth…; inglese odierno: I know, you know, (s)he knows…
(Berruto 2011, 273-274; Variazione linguistica )

### Cambiamento semantico-lessicale
Spesso alla base dei cambiamenti che avvengono nel lessico di una lingua ci sono delle “mode” che influenzano il comportamento dei parlanti, diffondendo dei modelli di una varietà di prestigio (per esempio, il francese standard contemporaneo è stato molto influenzato dalla varietà della capitale). In una stessa lingua coesistono infatti varietà e registri diversi che, mescolandosi, ne modificano il lessico.
Per esempio il latino volgare, genitore della famiglia romanza, presenta molti tratti di quello che, in epoca classica, era il "latino degli incolti”.
Testimonianze di un rimescolamento di varietà diastratiche sono evidenti nel Satyricon di Petronio, in cui certi elementi appartenenti ad un registro inferiore sono accettati per gli "usi superiori". (Berruto 2011, 274; Variazione linguistica )

#### Perdita di lessemi
Alcune parole scompaiono totalmente nell'uso della lingua (es. donzello, presente nell'italiano antico, ora è del tutto in disuso).

#### Neologismi
La formazione di neologismi deriva da ulteriori mutamenti lessicali e semantici di diversa natura. L’arricchimento del lessico con l’ingresso di queste nuove unità può avvenire con mezzi interni alla lingua (meccanismi di formazione di parole: derivazione, composizione) a partire da lessemi già esistenti o tramite materiali di altre lingue nelle forme di:
- prestiti, che in italiano si suddividono in:
  - prestiti dotti (vocaboli, pure di derivazione latina, che si sono insediati per via dotta e che hanno subito minor influsso dal mutamento fonetico perché entrati nell'italiano in un periodo relativamente tardo: maternus > materno; fluvialis > fluviale);
  - prestiti adattati o esotismi, cioè parole entrate in italiano da altre lingue;
    - da lingue romanze (esempi: dal francese joie > gioia, dallo spagnolo descuido > disguido);
    - dalle lingue germaniche (per lo più longobardo, gotico, franco);
    - dall'arabo (come algebra e ragazzo);
    - dal turco (giannizzero);
    - dal greco antico, spesso per tramite del latino (tonno, filosofia, ecc...);

  - prestiti non adattati dal punto di vista fonetico/grafico (es. overdose senza derivati, ma sport con tanti derivati);
  - formazioni endogene, cioè quelle parole che si sono formate per mezzo di risorse morfologiche interne alla lingua, sulla base di parole ereditate dal latino, da prestiti adattati e non adattati;
- calchi (o prestiti semantici): attribuzione di un nuovo significato sulla base del modello straniero (es. fine settimana < weekend; datore di lavoro < arbeitgeber).

(Cotticelli, aa. 2011-2012 )
Per quanto riguarda l’ambito semantico, invece, le conseguenze del mutamento vengono suddivise in due tipi, a loro volta articolati in due sottotipi.
- Mutamenti dell'area semantica.
  - Estensione: il significato della parola diventa più ampio rispetto al significato della forma originaria. Esempio: lat. domina, con significato originario di padrona di casa diventa in italiano donna in senso generale. Analogamente in inglese la parola dog veniva usata prima solo per una razza canina, mentre ora è estesa a tutte le razze di cani.
  - Restrizione del significato: fenomeno inverso al precedente. Esempio: lat. domus (casa) > duomo (cattedrale); ing. wife prima usato con il riferimento a tutte le donne, oggi solo per la donna sposata, e sempre in ing. meat (cibo) > carne, hound (cane) > cane da caccia.
- Mutamenti nella valutazione.
  - In senso peggiorativo (degenerazione). Tendenza allo sviluppo dell’accezione negativa di un lemma. Esempio: ingl. knave (delinquente) < ted. knabe (ragazzino)
  - In senso migliorativo (miglioramento). Esempio: lat. villa (rustica) > it. villa ( > fr. ville, città, estensione di significato).

(Storia della lingua e del cambiamento linguistico )

#### Ristrutturazione di campi semantici
Per esempio, in latino i colori erano distinti anche in base alla brillantezza: in italiano, in francese e in rumeno non più. Si distingueva, per esempio, albus (bianco) da candidus (bianco brillante). (Berruto 2011, 276)

#### Metafora
Mutamento di significato per somiglianza tra i sensi. Avviene un cambiamento nell'associazione significante - significato. Esempio: in italiano antico gentile, nobile > italiano moderno cortese, di modi garbati. Termini per uccidere in alcune lingue sono espressioni metaforiche e lessicalizzate: far fuori, liquidare, eliminare, o in inglese to terminate, terminator. (Cotticelli, aa. 2011-2012 )

#### Metonimia
Mutamento di significato per contiguità tra i sensi. Esempio: la penna di uccello con cui si scriveva è diventata la penna con cui si scrive. Altri esempi: espressioni quali gamba del tavolo, collo della bottiglia, piede della montagna, fare una mano a carte, dare una mano di colore, ecc. (Berruto 2011, 275)

#### Paretimologia (o etimologia popolare)
Somiglianza tra nomi che dà luogo alla risemantizzazione di una parola, rimotivando il suo significato. Esempio: lat. cubare (giacere) + ovum (uovo) > covare in it. moderno. (Berruto 2011, 275)

#### Tabuizzazione
Interdizione di parole relative a determinate sfere semantiche (tabù) che vengono sostituite da altre che hanno significato non diretto (eufemismi), per ragioni religiose, sessuali o politiche collegate al tipo di società e cultura. Esempio: donna di servizio > colf; spazzino > operatore ecologico; bidello > collaboratore scolastico; handicappato > diversamente abile; cieco > non vedente. (Berruto 2011, 275; Cotticelli, aa. 2011-2012 )